# 아마노 미사키
아마노 미사키(일본어: 天野 実咲, 1985년 4월 22일 ~ )는 일본의 은퇴한 여자 축구 선수이다.

## 국가대표 경력
그녀는 2007년 FIFA 여자 월드컵에서 일본 대표로 출전했다.